# Alain Ducasse
Alain Ducasse (* 13. září 1956 Orthez) je francouzský šéfkuchař a podnikatel. V roce 2008 přijal z finančních důvodů občanství Monaka. 
Vyrůstal na rodinném statku v Landes a zkušenost se zpracováním čerstvých venkovských produktů ovlivnila jeho minimalistický koncept gastronomie. Studoval na hotelové školu v Talence a od šestnácti let vařil v Pavillonu Landais v Soustons. Jeho učiteli byli Michel Guérard a Roger Vergé. První šéfkuchařskou pozici získal roku 1980 v Mougins a stal se odborníkem na provensálskou kuchyni. V letech 2006 až 2018 provozoval restauraci Jules Verne na Eiffelově věži. Založil kuchařskou školu Alain Ducasse Formation a byl iniciátorem akce „Tous au Restaurant“, v níž špičkové podniky nabízely jídla za dostupné ceny. 
Od roku 1999 vede společnost Châteaux et Hôtels Collection. Je majitelem 34 luxusních restaurací. Získal 21 michelinských hvězdiček a je prvním šéfkuchařem tří tříhvězdičkových podniků: Le Louis XV v Monaku, Alain Ducasse au Plaza Athénée v Paříži a Alain Ducasse at The Dorchester v Londýně. Časopis Forbes zařadil Ducasse v roce 2012 mezi stovku nejvlivnějších osobností světového byznysu. Vydal knihy o gastronomii Grand Livre de Cuisine d'Alain Ducasse, Dictionnaire amoureux de la cuisine a Le Grand livre de la Naturalité. Vystupoval v televizním pořadu MasterChef. Navrhl zařazení francouzské kulinářské tradice na seznam světového dědictví a v roce 2004 mu byl udělen Řád čestné legie. 
Sestavuje také jídelníčky astronautů pro Evropskou kosmickou agenturu. V roce 2011 vytvořil menu pro svatbu Alberta II. a Charlene Wittstockové.